# Melananthia flammeocephala
Melananthia flammeocephala một loài bọ cách cứng thuộc họ Oedemeridae. Loài này được miêu tả khoa học đầu tiên năm 1991 bởi Švihla.